# Струкова Тетяна Миколаївна
Тетяна Миколаївна Струкова, у шлюбі Левкієвська (нар. 7 [19] серпня 1897 — пом. 22 травня 1981) — російська і радянська акторка театру і кіно. Заслужена артистка РРФСР (1952).

## Біографія
Тетяна Струкова народилася 7 (19) серпня 1897 року в Москві в родині дворянина Миколи Филимоновича Струкова і драматичної акторки Варвари Іванівни Струкової. У 1915 році закінчила гімназію Виноградської і вступила в театральну школу при театрі імені Комісаржевської, де грала і вчилася до 1918 року. Потім один сезон була артисткою пересувного фронтового театру Главполітшляху НКПС. У 1920—1923 роках грала в Першому державному дитячому театрі. У 1922—1926 роки навчалася в ГІТІСі, одночасно в 1924—1926 роках грала в театрі імені Комісаржевської, потім у 1925—1927 роках — в студії імпровізації В. Л. Мчеледова.
У 1927—1930 роках — артистка Державної профклубної майстерні.
У 1930—1937 роках — артистка театру Радіоцентру.
З 1937 року — артистка Центрального дитячого театру (нині Російський академічний молодіжний театр), де з невеликою перервою працювала близько 40 років.
Знімалася в кіно, починаючи з 1931 року. Найбільш помітні ролі у фільмах «Механічний зрадник», «По щучому велінню», «Випробувальний термін». Крім цього, працювала в озвучуванні мультфільмів.
Чоловік Веніамін Левкієвський працював освітлювачем і артистом тіньового театру Мосміськвно, пізніше став актором Центрального дитячого театру.
У 1977 році вийшла на пенсію. Померла в травні 1981 року. Похована в Москві на Калитниківському кладовищі (ділянка № 6).

### Родина
- Батько — Микола Филимонович Струков (пом.. 1924), дворянин, після Жовтневого перевороту 1917 року працював у комунальному господарстві «Трамвайного парку імені П. М. Щепетильникова» (зараз Міуський трамвайний парк) і викладачем креслення.
- Мати — акторка Варвара Іванівна Струкова (пом.. 1952). Працювала 48 років в театрі (театр Корша та ін.), останні роки життя була керівницею дитячого драмгуртка.
- Чоловік — актор Веніамін Кузьмич Левкієвський (пом.. 1955).

## Нагороди
- Заслужена артистка РРФСР (1952).

## Роботи в театрі
- «Без вини винуваті» — Галчиха
- «Не було ні гроша, та раптом алтин» — Мигачова
- «Її друзі» — директорка школи
- «На дні» — Настя
- «Ліс» — Улита і Гурмижська
- «Горі від розуму» — Хлестова
- «Снігова королева» — Отаманша
- «Біліє парус одинокий» — мадам Стороженко
- «Баба Яга — кістяна нога» — Баба Яга
- «Місто майстрів» — бабуся Тафаро
- «Дорогі мої хлопчики» — Ангеліна Микитівна
- «Ріпка» — Жаба
- «Казки Пушкіна» — Стара

## Фільмографія

### Акторка
- 1931 — Механічний зрадник — Міліція Іванівна
- 1933 — Маріонетки — 2-га придворна дама (немає в титрах)
- 1936 — Про дивацтва любові — дружина товстуна
- 1938 — По щучому велінню — мамка
- 1960 — Випробувальний термін — Ожерельєва, старенька на печі (в титрах Т. Левкієвська-Струкова)
- 1962 — Як я був самостійним — епізод
- 1967 — Вогонь, вода та... мідні труби — гостя на весіллі Кащея
- 1969 — Чайковський — графиня в епізоді з «Пікової дами»
- 1969 — Тиха сімейка — Жарнеза, тітка Ніколетти
- 1969 — П'ять днів відпочинку — цдова на кладовищі (в титрах М. Струкова)
- 1970 — Карлик Ніс — старенька
- 1976 — Рамаяна — Мантхара

### Озвучення
- 1953 — Лісовий концерт — свиня (в титрах не вказано)
- 1955 — Зачарований хлопчик — гуска Акка Кнебекайзе
- 1958 — Хлопчик з Неаполя — Відьма (в титрах не вказано)
- 1959 — Пригоди Буратіно — криса Шушара (в титрах не вказано)
- 1959 — Бурштиновий замок —  меч-риба, нянька морської царівни Юрате
- 1962 — Зелений змій —  Відьма
- 1974 — Кресало (аудіокнига, 1974) —  Відьма